# Julián Quiroga
General Julián Quiroga Villarreal (Ciénega de Flores, Nuevo León; 29 de enero de 1829 - Monterrey, Nuevo León; 11 de enero de 1877) fue un destacado militar mexicano que participó en la Guerra de Reforma al lado de los liberales, y en la Segunda Intervención Francesa en México al lado del Imperio.

## Biografía
Nació en Ciénega de Flores, Nuevo León, el 29 de enero de 1829, siendo hijo de don Cirilo Quiroga y de María Gertrudis Villarreal, y fue bautizado en la parroquia de Salinas Victoria. Desde muy joven participó en la defensa contra los ataques de los indios bárbaros.
Afiliado a la Guardia Nacional, intervino en numerosas acciones de armas tanto en la Revolución de Ayutla como en la Guerra de Reforma. En 1859 hizo la campaña al interior del país junto a Ignacio Zaragoza, quien expresó: "Quiroga es la historia viva de nuestra campaña". 
Durante la intervención francesa tuvo a su cargo el primer regimiento de caballería. Fue ascendido a coronel el 10 de enero de 1862. Fiel a Santiago Vidaurri (de quien llegó a decirse que era hijo natural) cuando éste se enemistó con Juárez, ambos firmaron en Salinas Victoria su adhesión al imperio, en abril de 1865.
El 21 de marzo de 1866, Maximiliano lo designó oficial de la Orden de Guadalupe, y el 6 de octubre de ese año le dio nombramiento de inspector de las compañías residenciales de Nuevo León y Coahuila. El 29 de marzo de 1867, le fue expedido despacho de general de brigada por el ministro de Guerra del Imperio, Nicolás de la Portilla. En la imposibilidad de operar en Nuevo León, se refugió en Laredo, Texas, en casa de Santos Benavides, según la denuncia del alcalde de Ciudad Victoria.
Acogido a la amnistía en 1870, se adhirió al movimiento de Jerónimo Treviño contra Juárez en 1871, durante la Revolución de La Noria. Fiel al gobierno de Lerdo de Tejada, luchó contra el Plan de Tuxtepec de Porfirio Díaz, a quien derrotó en la batalla de Icamole, Nuevo León, el 20 de mayo de 1876. Es muy conocida la anécdota de que cuando Díaz, irónicamente convino a Treviño y a Naranjo la derrota, les dijo: "¿No decían que los de Nuevo León no pierden?"; estos le contestaron: "¿Acaso Quiroga es de Oaxaca?".
Al triunfo de Tuxtepec, en 1877, fue acusado de apoyar a Lerdo y acusado también de la muerte en Múzquiz, Coahuila, de Fermín Gutiérrez. Le fue interceptada alguna correspondencia con los generales Plácido Vega y Juan N. Cortina. Entonces Quiroga fue consignado a un tribunal presidido por el teniente coronel José María Mier, fiscal designado por el gobierno.
Fue condenado a muerte, siendo fusilado a las 4:30 de la tarde del 11 de enero de ese año, en el extremo sur de la calle del Puente Nuevo (Zuazua). Fue sepultado, conforme a su deseo, en el rancho de "El Barranco", en Salinas Victoria.